# 黑川車站 (愛知縣)
黑川車站（日语：／ Kurokawa eki */?）是位於愛知縣名古屋市北區，屬於名古屋市營地下鐵名城線的車站。車站編號為M09。

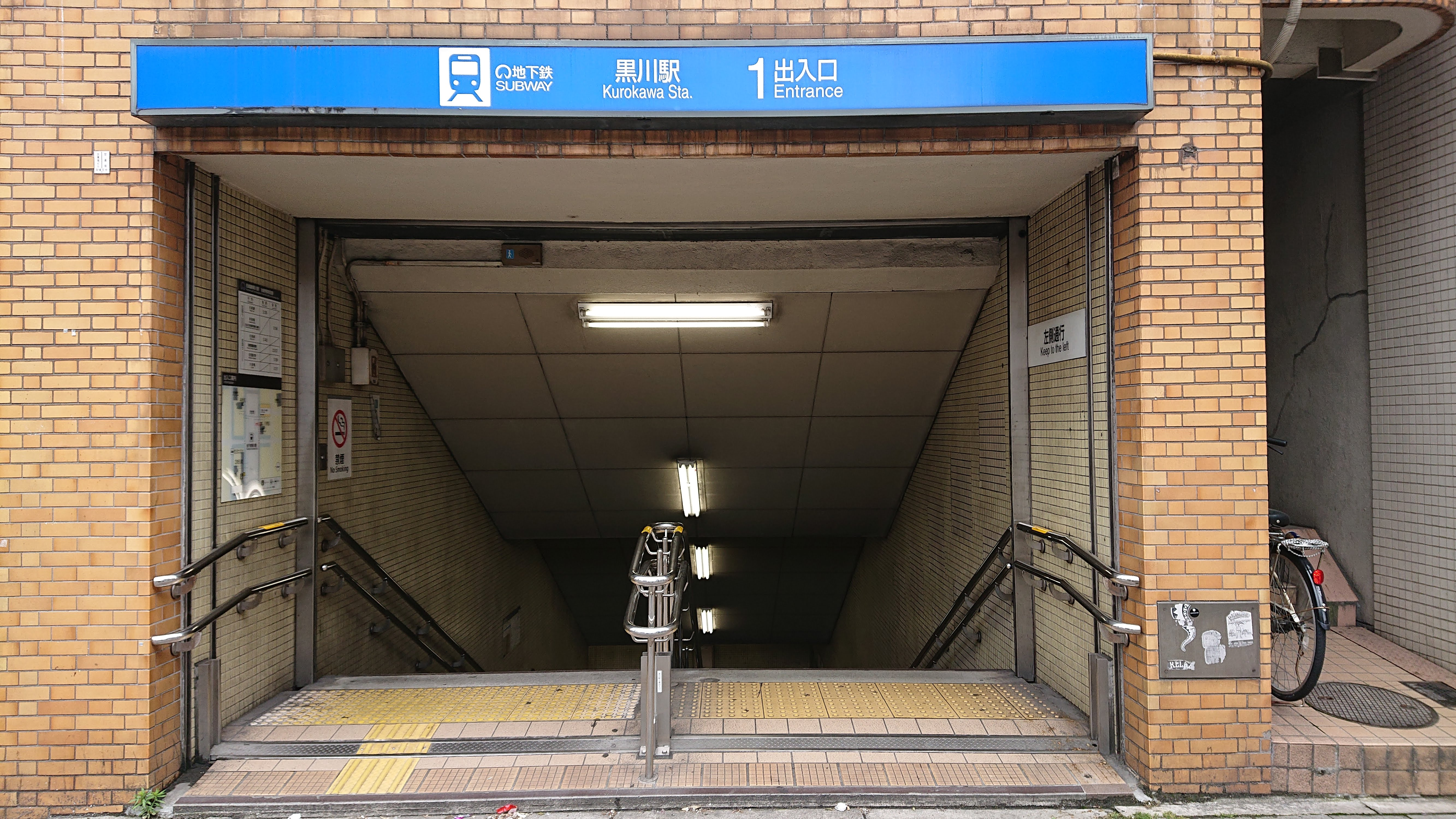
1號出入口(2019年6月)

## 結構

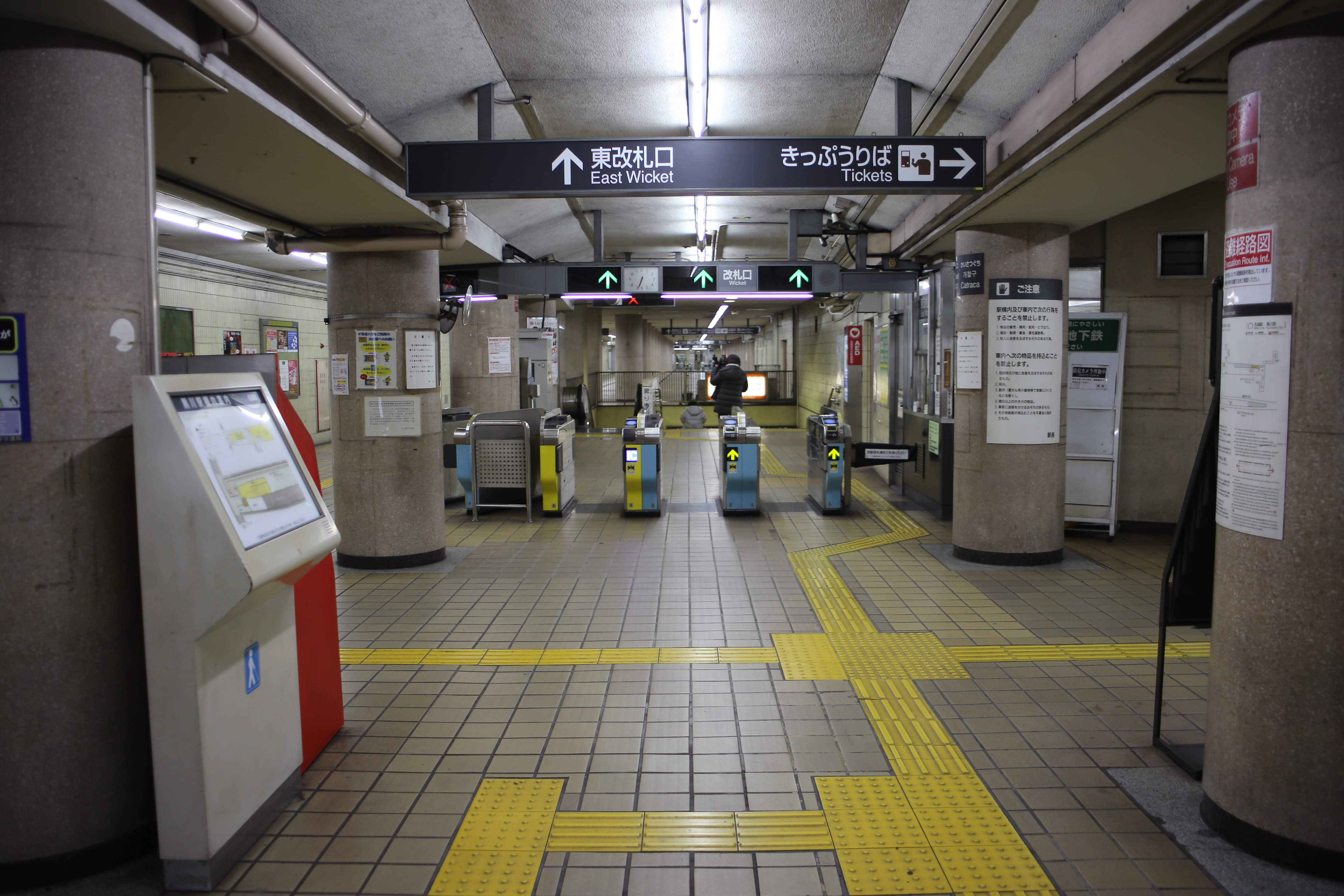
驗票閘口(2018年2月)

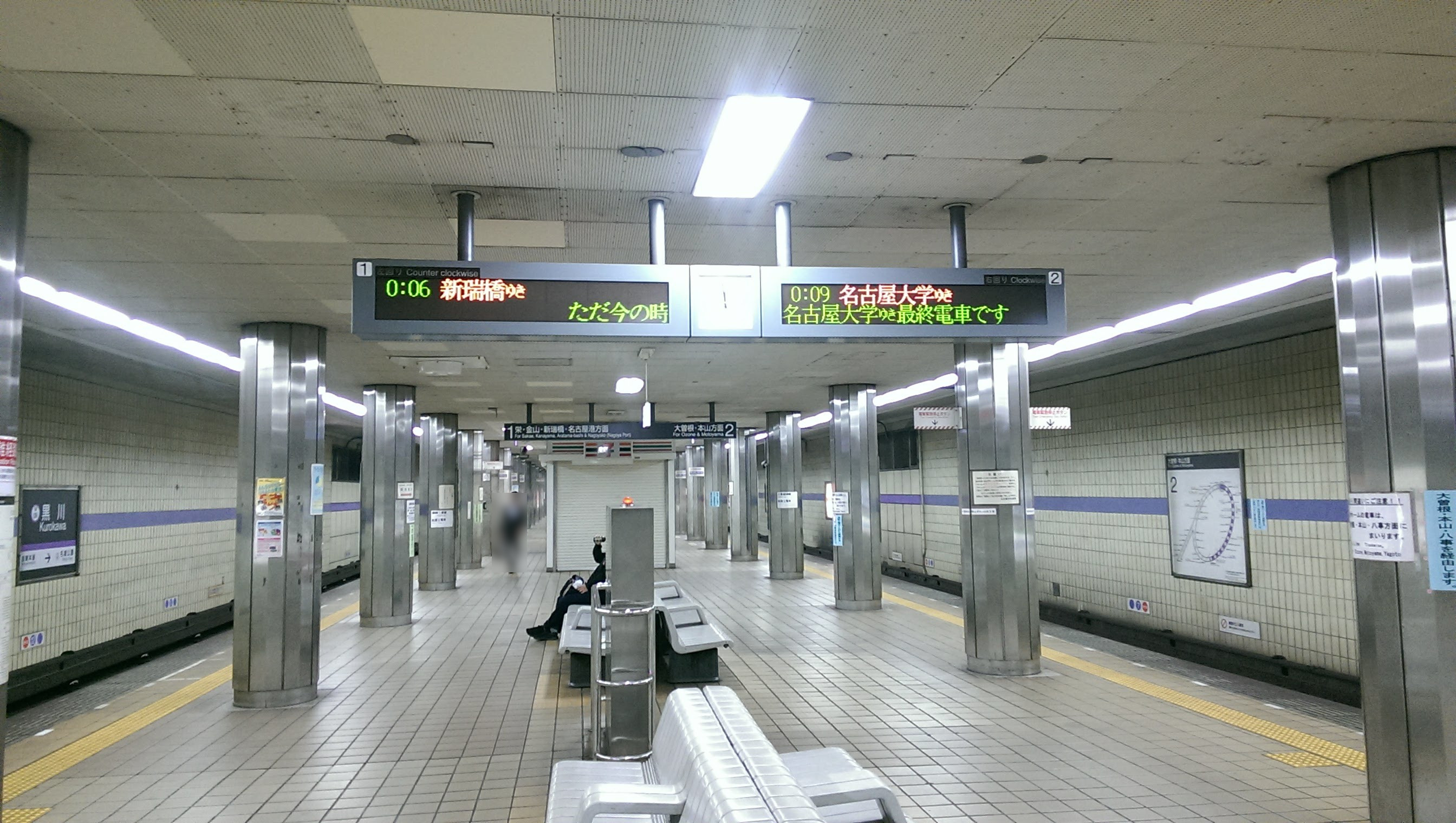
1號與2號月台(2018年4月)

本站為1面2線島式月台的地下車站。

### 月台配置
| 月台 | 路線           | 方向 | 目的地                         |
| ---- | -------------- | ---- | ------------------------------ |
| 1    | 名城線、名港線 | 左環 | 榮、金山、新瑞橋、名古屋港方向 |
| 2    | 名城線         | 右環 | 大曾根、本山方向               |

## 相鄰車站
名古屋市營地下鐵
 名城線
名城公園（M08）－黑川（M09）－志賀本通（M10）

## 外部連結
- 黑川 - 名古屋市交通局（日語）